# Polyethylen terephthalat
Polyethylene terephthalate (có thể viết là poly(ethylene terephthalate)), viết tắt là PET, PETE hay PETP, PET-P, là loại nhựa polymer nhiệt nhôm phổ biến nhất của polyester và được sử dụng trong sợi may quần áo, hộp đựng chất lỏng và thực phẩm, khuôn đúc nhựa và kết hợp với sợi thủy tinh sản xuất nhựa kỹ thuật.
PET có tên thương hiệu là Terylene ở Anh, Lavsan ở Nga và Liên Xô cũ, và Dacron ở Mỹ.
PET được hình thành từ phản ứng trùng ngưng giữa các monomer ethylene terephthalate với công thức (C10H8O4). PET thường được tái chế và có mã nhận dạng nhựa (RIC) là 1.